# رافاييل بوباديلا
رافاييل بوباديلا (بالإسبانية: Rafael Bobadilla)‏ هو لاعب كرة قدم باراغواياني في مركز الوسط، ولد في 24 أكتوبر 1963 في باراغواي. شارك مع منتخب باراغواي لكرة القدم. أما مع النوادي، فقد لعب مع أوليمبيا أسونسيون وسيرو بورتينيو ونادي جامعة غوادالاخارا ونادي سان لورينزو ونادي ميلوناريوس ويونيون دي سانتا في.

## وصلات خارجية
- رافاييل بوباديلا على موقع ناشيونال فوتبول تيمز (الإنجليزية)
- رافاييل بوباديلا على موقع عالم كرة القدم.نت (الإنجليزية)